# Kaple Nanebevzetí Panny Marie (Hoštka)
Kaple Nanebevzetí Panny Marie se nachází na  tzv. „Malé Straně“ v Hoštce v okrese Litoměřice. Je to velká barokní sakrální stavba, která někdy kvůli svým rozměrům bývá považována za kostel. Stavba stojí poblíž levého břehu říčky Obrtky. Kolem kaple, chráněné jako kulturní památka, vede silniční průtah Hoštkou.

## Historie
Kaple byla postavena v letech 1756–1762 za přispění roudnické lobkovické vrchnosti, která stavbou kaple řešila nedostatek prostoru ve farním kostele sv. Otmara. Na konci 18. století (zřejmě z roku 1796) se v objektu severně od kaple nacházel také špitál. Jednalo se původně o dva patrové pavilóny s užším spojovacím křídlem, které byly na půdorysu mělké pravoúhlé podkovy. K důkladné opravě kaple došlo naposled v devadesátých letech 20. století.

## Architektura
Stavba je podélná s trojbokým závěrem, který je orientovaný k severu. Loď se v bocích rozšiřuje oblými rizality. Na západní straně je vysoký přístavek sakristie s oratoří v prvním patře, přístupnou vnějším schodištěm. Nad hlavním portálem je osazen knížecí erb Lobkoviců, ostatní výzdoba fasád je poměrně střídmá. Stavba má lizénové rámy, okna s odsazenými půlkruhovými záklenky, portál v pilastrové edikule s rokajovými kartušemi, štít s vykrajovanými boky a členitou římsou. Nad štítem hlavního (jižního) průčelí je vztyčena oplechovaná věžice s ozdobnými mřížemi v okenních otvorech. Uvnitř se nachází placková klenba s freskovou malbou Nanebevzetí Panny Marie z roku 1765 jejímž autorem je J. Czech z Litoměřic.

## Vybavení
Hlavní oltář i oba boční oltáře Panny Marie a sv. Terezie jsou s rokaji, andílky a plastikami. Jedná se o rokokové dílo z roku 1765. Nachází se zde plastiky sv. Prokopa, sv. Vojtěcha, sv. Vavřince a sv. Štěpána. Obraz Madony v zrcadlovém rámu je kopií malba Q. Reniho. Soška Piety a Krista Trpitele jsou pozdně barokními pracemi z konce 18. století. Dřevěná polygonální kazatelna je z roku 1843. Na triumfálním oblouku je v zasklené skříňce umístěna soška Panny Marie s Jezulátkem. Jedná se o pozdně gotickou práci z období kolem roku 1500.